# جيم بيتي (لاعب كرة قاعدة)
جيم بيتي (بالإنجليزية: Jim Beattie)‏ هو لاعب كرة قاعدة أمريكي، ولد في 4 يوليو 1954 في هامبتون في الولايات المتحدة.

## وصلات خارجية
- جيم بيتي على موقع دوري كرة القاعدة الرئيسي (الإنجليزية)
- جيم بيتي على موقعبيزبول رفرنس.كوم (الدوري الرئيسي) (الإنجليزية)
- جيم بيتي على موقعبيزبول رفرنس.كوم (الدوري الثانوي) (الإنجليزية)
- جيم بيتي على موقع مشجعي الرسوم البيانية (الإنجليزية)
- جيم بيتي على موقع كلية كرة السلة في سبورتس رفرنس.كوم (الإنجليزية)